# Batalla de Calícino

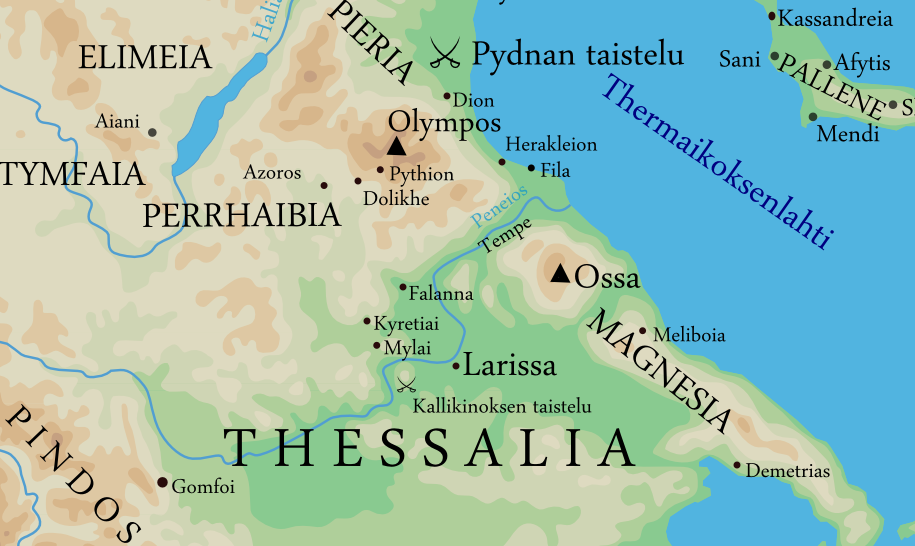
Antigua Grecia y Macedonia durante la Tercera Guerra de Macedonia

La batalla de Calícino se libró en 171 a. C. entre el reino de Macedonia y la República romana junto al cerro Calícino, cerca de Lárisa. Los macedonios fueron dirigidos por su rey, Perseo, mientras que la fuerza romana fue dirigida por el cónsul Publio Licinio Craso. Los macedonios resultaron victoriosos. La batalla destaca por la prevalencia del papel de la caballería y la infantería ligera en una labor combinada de comando. Tito Livio describe esta batalla en Ab Urbe condita XLII, 58-60, y según su relato no se empleó la infantería pesada en esta batalla.

## Preliminares
Cuando Licinio supo de la presencia macedonia en Tesalia avanzó hacia Lárisa y estableció un campamento fortificado en la orilla sur del Peneo, a 5 kilómetros de la ciudad. Allí se le unieron las fuerzas pergamenses de Calcis, la cual estaba formada por 1000 jinetes y 4000 infantes, también se le unieron 500 jinetes de la liga Etolia, 400 jinetes tesalios, 300 jinetes y 100 infantes de Apolonia de Iliria y 1500 hombres de la infantería ligera de la liga Aquea. La suma de estas tres fuerzas de caballería junto a la caballería romana de 2000, igualaba más o menos el número de la caballería de 4000 efectivos bajo el mando de Perseo. Las líneas de suministro iban a Lárisa a través de la brecha de Feres (por Velestino) a los puertos del golfo Pagasético, hacia el sur a través de Cranón y Farsalia hasta el centro de Grecia, y hacia el oeste por la rica zona irrigada por el Peneo hacia Epiro. Confiando en la velocidad y la eficiencia de su caballería e infantería ligera, Perseo cortó las comunicaciones de los romanos con el golfo Pagasético, devastando los campos de Feres y capturando varias cabezas de ganado, y así se puso en contacto con su guarnición y flota en Demetrias.

## Desarrollo de la batalla
Después de algunas escaramuzas Perseo sondeó a los romanos apareciendo cerca de su campamento a la salida del sol con todo su ejército a contra luz junto a una colina llamada Calícino, con la caballería armada al frente y la falange de infantería detrás. Las legiones romanas tomaron posiciones dentro de su campo, mientras que la caballería se enfrentó al enemigo. Perseo, al mando de la caballería macedonia de élite y con el apoyo de un batallón de infantería real cargó contra la élite de caballería romana y la mayoría de la caballería griega, a excepción de 400 tesalios que mantuvieron se la retaguardia y permitió que no fuera aniquilada toda la caballería. En esta parte del enfrentamiento los romanos perdieron 200 jinetes y 2000 infantes murieron y 600 fueron hechos prisioneros y dispersaron al resto. La falange se acercó tras la caballería y estaba lista para atacar el campamento, pero Perseo no estaba dispuesto a incurrir en grandes pérdidas que habría sufrido en un ataque de falangistas contra un campamento fortificado. Su ejército recogió las armas de los caídos en el campo de batalla como botín y toda la compañía regresó triunfante a su campamento.

## Consecuencias y reorganización romana
El cónsul arrestó a los comandantes de los cinco escuadrones de caballería etolia, acusados de haber huido en primer lugar, y los envió sin juicio a Roma. Esa noche, los romanos pasaron a la orilla norte del Peneo, para poner el río entre ellos y el ejército de Perseo y fortaleciendo un nuevo campamento. Al hacerlo, sacrificaron su control sobre la capital de la liga Tesalia, Lárisa, que estaba en la orilla sur, y dejaron a sus aliados en la llanura central expuestos a las incursiones de la caballería macedonia. La moral estaba baja, especialmente entre los aliados, y las legiones romanas tuvieron miedo de salir de su campamento durante la batalla. Por suerte en ese momento llegaron los refuerzos de Numidia: veintidós elefantes de guerra, que los caballos de la caballería macedonia no estaban capacitados para hacer frente, 1000 hombres de infantería y 1000 de caballería, compensando estos últimos las pérdidas romanas en la batalla.